# Chiesa di San Martino (Chiusdino)
La chiesa di San Martino è un luogo di culto cattolico di Chiusdino.

## Storia e descrizione
Appartenne ai monaci benedettini del monastero di Santa Maria della Neve di Serena, che vi si trasferirono dopo la distruzione del castello presso cui sorgeva l'abbazia, nel XII secolo. Unitasi ai vallombrosani, la chiesa e l'annesso convento continuarono ad ospitare un gruppo di monaci fino al 1785, anno della soppressione.
La facciata presenta un paramento a grosse bozze di tufo, con portale sormontato da un arco a tutto sesto e da un finestrone rettangolare. La struttura interna è stata ampiamente rimaneggiata per trasformare la chiesa in una sorta di teatro, inserendo nella zona absidale un ampio riempimento mattonato; tracce residue del vecchio edificio rimangono nella nicchia, con due absidiole laterali sulla parete sinistra, con tracce di colore.